# Gustaf von Essen (1883–1936)
Reinhold Gustaf David von Essen, född den 7 januari 1883 i Kristianstad, död den 28 mars 1936 i Riseberga församling, Kristianstads län, var en svensk militär.

## Biografi
von Essen avlade juridisk preliminärexamen vid Uppsala universitet 1902. Han blev underlöjtnant vid Skånska husarregementet 1903, löjtnant där 1906 och kapten 1919. Han var skvadronchef 1918–1920, generalstabsofficer i IV. arméfördelningen 1920–1922 och stabschef vid kavalleriinspektionen 1922–1926. von Essen befordrades till major 1924, på övergångsstat vid generalstaben 1926, och till överstelöjtnant 1930. Han blev chef för Herrevadsklosters remontdepå 1926. von Essen blev riddare av Svärdsorden 1924.

### Familj
Gustaf von Essen var son till Reinhold von Essen, bror till Carl von Essen, måg till Nestor Aspgren och far till Carl-Gustaf von Essen. Han vilar på Riseberga kyrkogård.